# Museu el Gramàtic
Museu (grec antic: Μουσαῖος, Mousaios) fou un gramàtic grec del segle vi conegut per ser l'autor d'un famós poema sobre els amors d'Hero i Leandre.
De la seva història personal no es coneix res, però és amb seguretat molt posterior en el temps al mític poeta Museu, si és que va existir, i hauria viscut al segle vi. L'estil general de l'obra és ben diferent dels poemes dels autors antics. El poema no fou descobert fins al segle xiii, i ha estat publicat repetidament.

## Traduccions

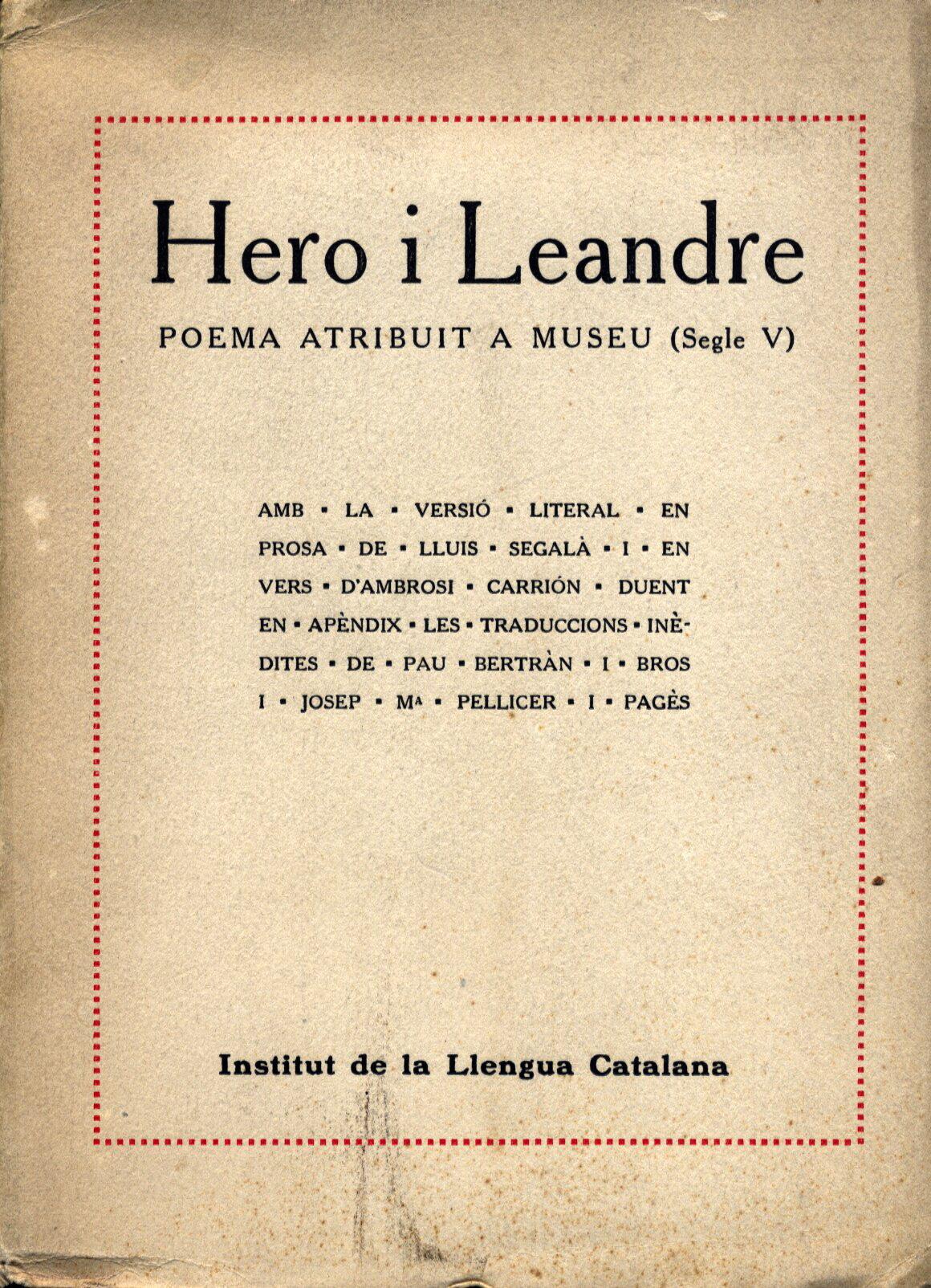
Portada de Hero i Leandre, de l'Institut de la Llengua Catalana

El poema Hero i Leandre ha estat traduït al català per:
- Pau Bertran i Bros, el 1888 (en vers)
- Josep Maria Pellicer i Pagès, el 1894 (en vers)
- Lluís Segalà i Estalella, el 1915 (en prosa)
- Ambrosi Carrion, el 1915 (en vers)

Totes aquestes traduccions foren publicades el 1915 per l'Institut de la Llengua Catalana, de l'Institut d'Estudis Catalans.